# 610 TCN
610 TCN là một năm trong lịch La Mã.

## Sự kiện
- Naucratis, một thành phố ở Ai Cập, được thành lập, cuối cùng trở thành một trong những thành phố nổi bật hơn của quốc gia đó.
- Necho II kế vị Psamtik I làm vua của Ai Cập.